# Le Principe responsabilité
Le Principe responsabilité (en allemand Das Prinzip Verantwortung) est l'ouvrage le plus connu du philosophe allemand Hans Jonas (1979). Cité au Bundestag, il a connu une réception qui dépasse le cercle philosophique ,. 
L'ouvrage a connu un immense succès en Allemagne où il est devenu un succès d'édition philosophique. La version française a été publiée douze ans après la version originale. Hans Jonas est le premier philosophe à avoir introduit le concept de responsabilité des générations présentes vis-à-vis des générations futures, concept qui est à la base des principes de développement durable.

Dans Le Principe responsabilité, Hans Jonas propose un nouvel impératif : 

« Agis de façon que les effets de ton action soient compatibles avec la permanence d'une vie authentiquement humaine sur Terre. »

## Description
Dans ce livre, Hans Jonas part de la question « pourquoi l'humanité doit exister ? » L'existence de l'humanité dont l'impératif semble aller de soi, n'est plus du tout un fait assuré de nos jours. Au contraire, par son énorme pouvoir qu'il a avant tout grâce à la technique moderne, l'homme a désormais les capacités de s'autodétruire en peu de temps — c'est pourquoi il y a ici une nouvelle question qui doit entrer dans le domaine des considérations éthiques.
En se référant à sa philosophie de la biologie, Hans Jonas fonde l'impératif que l'homme doit exister, vu qu'il a, comme tout être vivant, une valeur absolue qui lui est inhérente et qu'il s'agit par conséquent de protéger quoi qu'il en coûte.
Dans la pratique, cela signifie que doit être interdite toute technologie qui comporte le risque — aussi improbable soit-il — de détruire l'humanité ou la valeur particulière en l'homme qui fait qu'il doit exister. Hans Jonas désigne cet impératif par la formule in dubio pro malo. Cela veut dire que s'il y a plusieurs conséquences possibles de l'emploi d'une technologie, il faut décider en fonction de l'hypothèse la plus pessimiste. 
Fondamentalement, Hans Jonas pense qu'il faut refonder l'éthique ancestrale, basée sur l'homme vivant en « cités », citadelles autonomes où l'homme crée son monde et sa morale, sans toucher vraiment à l'être du monde (la nature versus la cité grecque). Cette morale ancienne était morale du présent et du rapport interpersonnel. Elle est dépassée. 
L'emprise technico-scientifique change la donne : l'homme et ses cités, mondialisées aujourd'hui, dominent le monde (la nature) et la changent sans cesse vers on ne sait où. L'éthique doit donc abandonner le présent et l'interpersonnel et se projeter sur l'avenir et le collectif, en particulier sur l'avenir de l'humain, être qui, ontologiquement, selon Jonas, doit continuer à exister.
Hans Jonas a souvent été accusé d'être hostile à la technique et à son progrès. Il a cependant refusé ce reproche. Il a même vu une nécessité de faire progresser la technique afin de pouvoir trouver des remèdes aux dégâts déjà causés par elle. Mais ce à condition que la technique et la recherche soient pratiquées dans un cadre bien défini et sous des conditions bien contrôlées : qu'elle ne puisse nuire à la permanence ontologique de l'homme.[non neutre]

## Constat de la transformation de l'agir humain à l'époque moderne
L'éthique traditionnelle présente les caractères suivants, selon Jonas :
- Le rapport avec le monde non humain est un rapport technique, éthiquement neutre.
- C'est une éthique anthropocentrique. « Les possibilités apocalyptiques contenues dans la technologie moderne nous ont appris que l'exclusivisme anthropocentrique pourrait bien être un préjugé[6]. »
- L'homme n'y est pas lui-même un objet de la technologie.
- L'horizon temporel et spatial de l'homme y est limité. Le sage est celui qui se résigne à l'inconnu. L'individu n'a affaire qu'avec les vivants actuels. La sphère de l'action est celle de la proximité.

Il propose de la reconsidérer à l'aune de la nature, dans une vision holistique inspirée d'Arne Næss. Il considère ainsi que 

« La nature ne pouvait pas prendre de risque plus grand que de laisser naître l’homme […]. Dans l’homme, la nature s’est perturbée elle-même. »

## Problème de la technique
- Le développement technique et scientifique conduit à une « prolifération » de l'humanité en raison de son « succès biologique ».
- Limite des ressources accessibles à l'homme.

## Éditions
- En allemand :
  - Das Prinzip Verantwortung: Versuch einer Ethik für die technologische Zivilisation, Frankfurt/M. 1979. Neuauflage als Suhrkamp Taschenbuch, 1984.
  - Das Prinzip Verantwortung: Versuch einer Ethik für die technologische Zivilisation. Neuausgabe mit einem Nachwort von Robert Habeck. Berlin, 2020.

- En français :
  - Le Principe responsabilité. Une éthique pour la civilisation technologique, trad. de l'allemand par Jean Greisch, Paris, Éditions du Cerf, 1990 ; rééd. Paris, Flammarion, coll. « Champs : essais », 2008.